# One Corporate Center
Le One Corporate Center est un gratte-ciel de 202 mètres construit en 2009 à Pasig aux Philippines.